# Хейняйоки (река, впадает в Юля-Виексъярви)
Хе́йняйо́ки (фин. Heinäjoki)  — река в России, протекает по территории Поросозерского сельского поселения Суоярвского района Карелии. Длина реки — 14 км.
Река берёт начало в болотах. Далее, протекая озеро Унилампи, река течёт в северном направлении, после чего впадает в озеро Юля-Виексъярви. Высота устья — 148,8 м м над уровнем моря.
Населённые пункты на реке отсутствуют.
Название реки переводится с финского языка как «сенная река».
Код водного объекта в государственном водном реестре — 01050000112102000010563.